# Florian-Mokrski-Bischofspalast

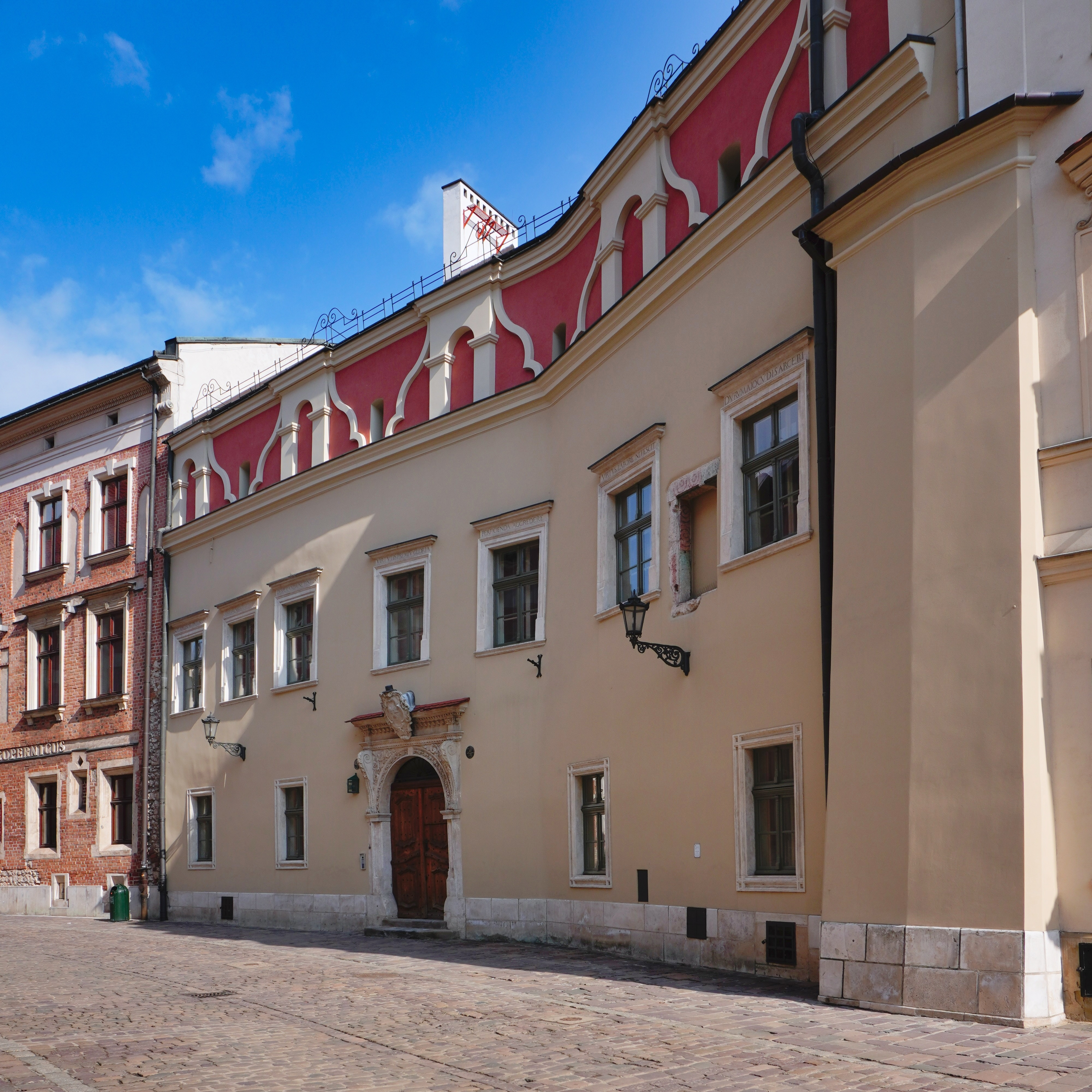
Fassade von der Kanoniker-Straße

Der Bischofspalast von Florian Mokrski (polnisch Pałac biskupa Floriana z Mokrska) in Krakau (Woiwodschaft Kleinpolen) ist ein Stadtpalais des Krakauer Bischofs Florian von Mokrska.

## Lage und Beschreibung
Das barocke Gebäude liegt in Okół, dem südlichen Teil der Krakauer Altstadt, an der Kanoniker-Straße unterhalb des Wawel.

## Geschichte
Bischof Florian von Mokrska residierte hier von 1367 bis 1380. 1540 erwarb der italienische Arzt Jan Andrzej Valentino der Königin Bona Sforza das Palais. Später gelangte es in den Besitz des Kardinals Stanislaus Hosius, der es nach dem Brand von 1544 im Renaissancestil ausbauen ließ. Das Portal stammt von Jan Michałowicz. Das Gebäude wird heute von der katholischen Kirche als Museum genutzt.